# Trường cao đẳng cộng đồng

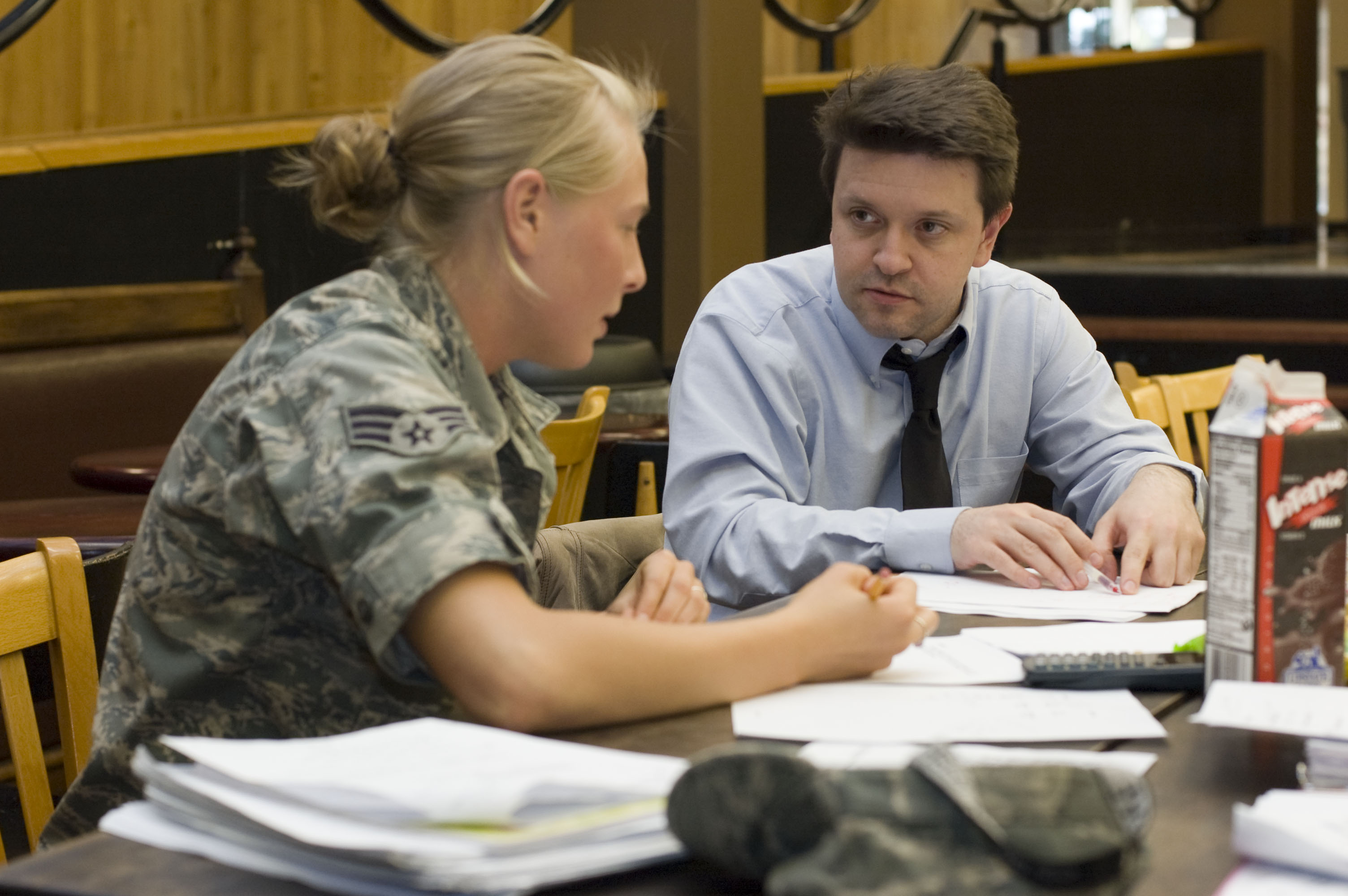
Sinh viên Trường Đại học Cộng đồng Monroe, ở Rochester, New York, Hoa Kỳ.

Trường đại học cộng đồng hay trường cao đẳng cộng đồng (tiếng Anh: community college) là một loại hình cơ sở giáo dục. Thuật ngữ tiếng Anh community college có thể có nghĩa khác nhau ở những quốc gia khác nhau. Ở Việt Nam, trường đại học cộng đồng hay trường cao đẳng cộng đồng thuộc hệ thống các cơ sở giáo dục đại học.

## Hoa Kỳ

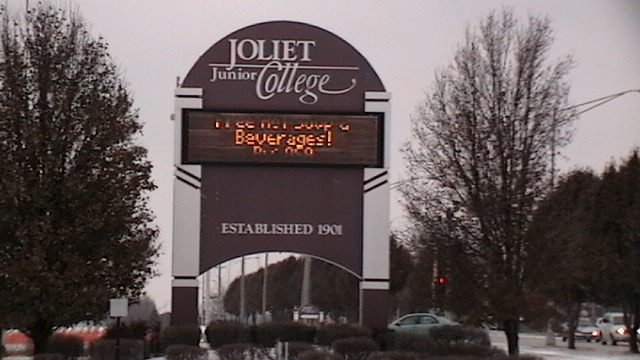
Joliet Junior College ở Joliet, Illinois là trường đại học cộng đồng đầu tiên ở Hoa Kỳ, thành lập năm 1901. Năm 2012, trường có 15.589 sinh viên.

Ở Hoa Kỳ, trường đại học cộng đồng (community college, đôi khi còn gọi là junior college, technical college, two-year college, hay city college) chủ yếu là các cơ sở giáo dục đại học công lập hệ hai năm cung cấp giáo dục đại học và những năm đầu của giáo dục sau trung học, cấp các chứng chỉ (certificates), diploma, bằng associate (bằng "cao đẳng"). Nhiều trường đại học cộng đồng còn có chương trình giáo dục suốt đời và giáo dục cho người lớn tuổi. Sau khi tốt nghiệp từ một trường đại học cộng đồng, một số sinh viên chuyển tiếp lên học ở các viện đại học hay các trường đại học khai phóng hệ bốn năm thêm từ hai đến ba năm nữa để lấy bằng cử nhân (bachelor's degree).
Trước thập niên 1970, các trường đại học cộng đồng ở Hoa Kỳ thường được gọi là junior college. Tên gọi này vẫn còn được sử dụng ở một số cơ sở giáo dục. Tuy nhiên, theo thời gian thuật ngữ junior college được dùng để chỉ các cơ sở giáo dục tư thục hệ hai năm, còn community college thì được dùng để chỉ các cơ sở công lập hệ hai năm. Tên gọi community college xuất hiện từ thực tế là các trường này chủ yếu thu hút và chấp nhận sinh viên từ cộng đồng địa phương, và thường được cấp kinh phí lấy từ nguồn thu thuế ở địa phương.
Nhiều trường đại học cộng đồng ở Hoa Kỳ phát triển lên thành những trường đại học cộng đồng toàn diện (comprehensive community colleges). Những trường này có các chương trình sau: 
1. Giáo dục chuyển tiếp (transfer education): Những sinh viên học hai năm ở đây sẽ chuyển sang học tiếp ở các cơ sở giáo dục hệ bốn năm để lấy bằng cử nhân.[1]
2. Giáo dục nghề (career education): Sinh viên tốt nghiệp với bằng associate và ra trường làm việc ngay.
3. Giáo dục bổ túc (developmental): Dành cho những học sinh trung học chưa sẵn sàng vào học đại học.
4. Giáo dục suốt đời (continuing): Gồm những khóa học không lấy tín chỉ dành cho những ai quan tâm và muốn trau dồi kiến thức.
5. Đào tạo nhân lực cho các ngành nghề (industry training): Chương trình giáo dục và đào tạo được các công ty địa phương "đặt hàng" để đào tạo nhân viên.
6. Giáo dục trực tuyến (e-learning): Những khóa học từ xa qua máy tính.

Hiện nay, Hoa Kỳ có tất cả 1.132 trường đại học cộng đồng, trong đó có 986 trường công lập, 115 trường độc lập, và 31 trường dành cho người Mỹ bản địa.

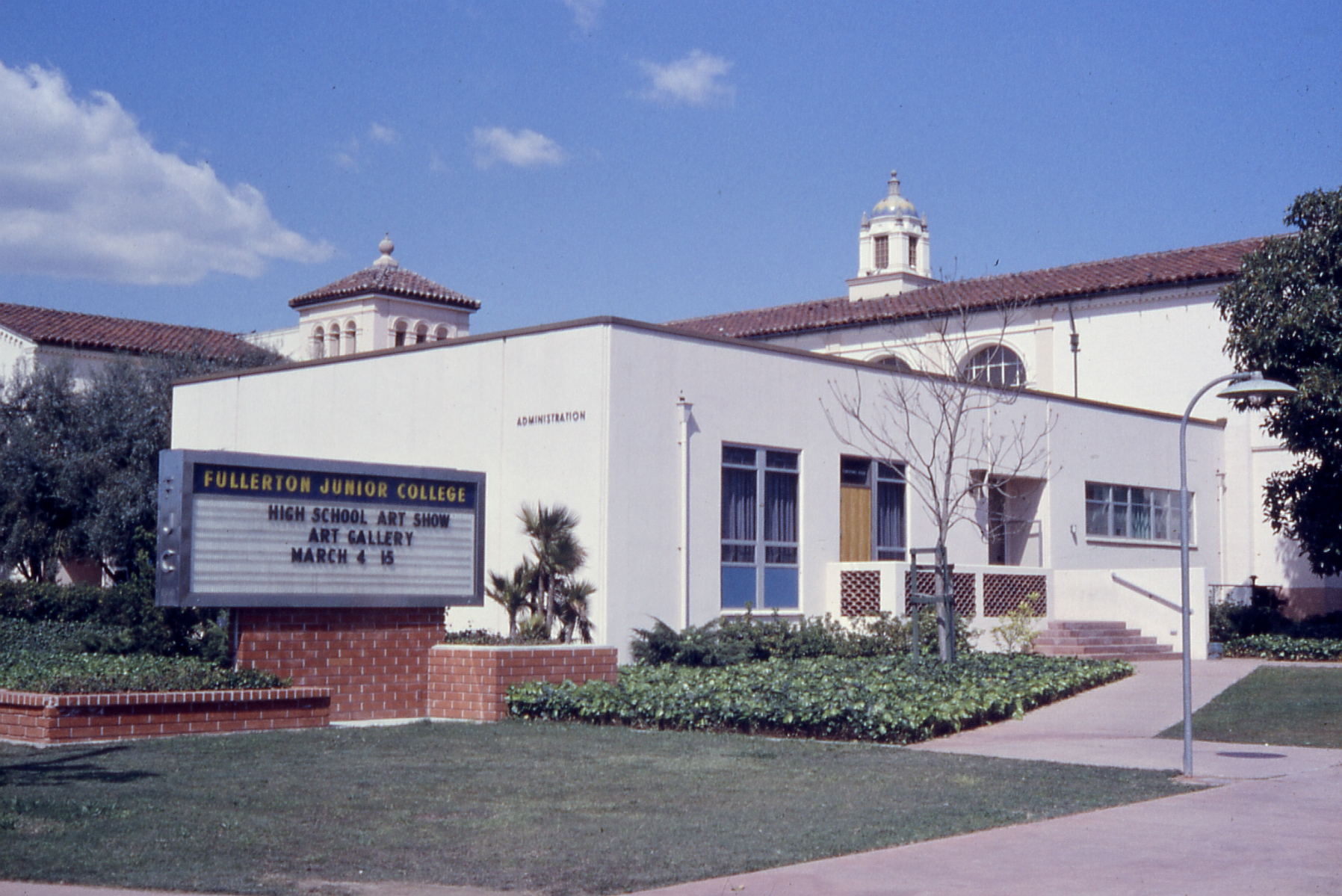
Trường Đại học Fullerton (Fullerton College), thành lập năm 1913, là trường đại học cộng đồng lâu đời nhất liên tục hoạt động ở California, Hoa Kỳ.

## Việt Nam

### Thời Việt Nam Cộng hòa
Trong thập niên 1960 và 1970, lúc hội nghị hòa bình diễn ra ở Paris, Việt Nam Cộng hòa ráo riết lên kế hoạch tái thiết hậu chiến, với viễn cảnh là hòa bình sẽ lập lại ở Việt Nam, một chính phủ liên hiệp sẽ được thành lập, người lính từ các bên trở về cần được đào tạo để tái hòa nhập vào xã hội. Trong khuôn khổ kế hoạch đó, có hai mô hình cơ sở giáo dục đại học mới và mang tính thực tiễn được hình thành: trường đại học cộng đồng và viện đại học bách khoa.
Trường đại học cộng đồng là một cơ sở giáo dục đại học sơ cấp và đa ngành. Sinh viên học ở đây để chuyển tiếp lên học ở các viện đại học lớn, hoặc mở mang kiến thức, hoặc học nghề để ra làm việc. Các trường đại học cộng đồng được thành lập với sự tham gia đóng góp, xây dựng, và quản trị của địa phương nhằm đáp ứng nhu cầu phát triển ở địa phương trong các mặt văn hóa, xã hội, và kinh tế. Khởi điểm của mô hình giáo dục này là một nghiên cứu của ông Đỗ Bá Khê tiến hành vào năm 1969 mà các kết quả sau đó được đưa vào một luận án tiến sĩ trình ở Viện Đại học Nam California vào năm 1970 với tựa đề The Community College Concept: A Study of its Relevance to Postwar Reconstruction in Vietnam (Khái niệm trường đại học cộng đồng: Nghiên cứu sự phù hợp của nó với công cuộc tái thiết hậu chiến ở Việt Nam).
Công trình nghiên cứu của ông Đỗ Bá Khê được sự ủng hộ của chính phủ Việt Nam Cộng hòa, nhất là Bộ Giáo dục. Vì quan niệm trường đại học cộng đồng quá mới mẻ vào lúc đó, nên mô hình giáo dục này đã được phổ biến rộng rãi qua báo chí, hệ thống truyền thông, và giải thích cặn kẽ tại thủ đô Sài Gòn trong những cuộc hội thảo ở Học viện Quốc gia Hành chánh, Trường Cao đẳng Quốc phòng, Hội Việt-Mỹ, v.v. cũng như qua những phiên điều trần tại Quốc hội và những buổi nói chuyện ở các địa phương.
Cơ sở đầu tiên được hình thành là Trường Đại học Cộng đồng Tiền Giang (1971) ở Định Tường, sau khi mô hình giáo dục mới này được mang đi trình bày sâu rộng trong dân chúng; trường này đặt trọng tâm vào nông nghiệp. Các trường đại học cộng đồng khác gồm có: Duyên Hải ở Nha Trang đặt trọng tâm vào ngư nghiệp, Quảng Đà ở Đà Nẵng (1974),  và Long Hồ ở Vĩnh Long. Riêng Trường Long Hồ còn đang dang dở chưa hoàn tất thì chính thể Việt Nam Cộng hòa bị giải tán. Ở Sài Gòn thì có Trường Đại học Sơ cấp Kỹ thuật Sài Gòn, tiền thân là Trường Cán sự Kỹ thuật Phú Thọ nay tách ra khỏi khối các trường kỹ sư và hưởng quy chế trường đại học cộng đồng, và Trường Đại học Regina Pacis (khai giảng vào năm 1973) dành riêng cho nữ sinh do Công giáo thành lập, và theo triết lý đại học cộng đồng.
Vì lấy cộng đồng làm cơ sở, một đại học cộng đồng dành ưu tiên cho học sinh địa phương. Đại học Cộng đồng Tiền Giang chủ yếu cho học sinh của bảy tỉnh ở đồng bằng sông Cửu Long, Đại học Cộng đồng Duyên Hải hướng về học sinh của năm tỉnh miền Nam Trung phần (từ Bình Định trở vào đến Bình Thuận). Đại học Cộng đồng Đà Nẵng đặt ưu tiên vào học sinh các tỉnh duyên hải phía bắc từ Quảng Ngãi trở ra.
Sau sự kiện 30 tháng 4 năm 1975, các trường đại học cộng đồng bị giải tán vì bị xem là xa lạ với những lý tưởng giáo dục của chế độ mới, vốn theo khuôn mẫu của Liên Xô. Các trường này còn bị coi là quá gần gũi với Hoa Kỳ.

### Sau năm 1990
Sau năm 1975 hệ thống đại học cộng đồng ở Việt Nam không còn nữa phải đợi đến thập niên 1990 mới dựng lại.

#### Triết lý và khái niệm trường đại học cộng đồng
Trường đại học cộng đồng là cơ sở giáo dục nằm ngay trong lòng cộng đồng và nhằm phục vụ nhu cầu địa phương để phát triển cộng đồng về ba phương diện: văn hóa, xã hội, và kinh tế. Mô hình giáo dục này được tạo ra dựa trên quan niệm rằng giáo dục phải liên hệ với kinh tế và xã hội, để xã hội và kinh tế giúp giáo dục phát triển. Chương trình giảng dạy tại địa phương phải có sự tham gia của đại diện nhân dân để khảo sát nhu cầu của địa phương, có sự góp ý của nhân dân để chương trình học được thiết thực.

#### Tác dụng của một trường đại học cộng đồng
Một trường đại học cộng đồng có các tác dụng chính yếu sau:
1. Giáo dục chuyển tiếp: Chương trình học chuyển tiếp giống hệt chương trình hai năm đầu ở các viện đại học và trường đại học khác. Sau khi hoàn thành chương trình này, sinh viên có thể ghi tên theo học lên cao hơn ở các cơ sở giáo dục đại học khác.
2. Giáo dục chuyên nghiệp: Chương trình học chuyên nghiệp trong những ngành nghề thiết thực có liên hệ trực tiếp với nền kinh tế của cộng đồng địa phương.
3. Giáo dục phổ thông: Chương trình học phổ thông, bắt buộc cho cả sinh viên chuyển tiếp lẫn sinh viên thực nghiệp, cung cấp giáo dục tổng quát và mang tính cách toàn diện.
4. Giáo dục bổ túc: Chương trình học bổ túc dành cho những sinh viên ở ngưỡng cửa đại học nhưng còn thiếu căn bản, và đặc biệt cho những quân nhân sẽ giải ngũ khi hòa bình lập lại, những người vì chiến tranh mà đã bỏ dở việc học và cần được cập nhật và bổ túc kiến thức để có thể tiếp tục học và tái hòa nhập đời sống dân sự.
5. Giáo dục tráng niên: Những khóa học ngoài giờ làm việc dành những người đã lớn tuổi mong muốn trau dồi kiến thức hay học thêm những kiến thức chuyên môn mới.
6. Hướng dẫn và cố vấn: Trường có ban hướng dẫn và cố vấn giúp sinh viên chọn ngành, chọn lớp, hướng dẫn học tập, và định hướng nghề nghiệp.
7. Phụng sự cộng đồng: Trường đại học cộng đồng không chỉ là nơi để sinh viên đến học mà còn là một trung tâm cộng đồng, nơi tất các tầng lớp dân chúng trong cộng đồng có cơ hội gặp gỡ và tham gia hoạt động trong bầu không khí cởi mở và dân chủ. Trường sẽ tổ chức những buổi diễn thuyết, triển lãm, trình diễn văn nghệ, thi đấu thể thao, và những hoạt động phục vụ cộng đồng khác.

### Trường cao đẳng cộng đồng từ thập niên 2000
Đầu thập niên 1990, một phái đoàn giáo dục đại học Việt Nam đã được Ủy ban Hoa Kỳ về Hợp tác Khoa học với Việt Nam và Hiệp hội Trường Đại học Cộng đồng Hoa Kỳ mời và tài trợ đến tham quan và tìm hiểu một số trường đại học cộng đồng (ở Việt Nam hiện nay thường gọi là "trường cao đẳng cộng đồng") ở Wisconsin và Illinois, Hoa Kỳ, và tỉnh British Columbia, Canada. Năm 2000, Bộ Giáo dục và Đào tạo Việt Nam ban hành một quy định tạm thời về quy chế trường cao đẳng cộng đồng, đặt nền tảng pháp lý cho sự ra đời của 9 trường cao đẳng cộng đồng đầu tiên trong khoảng thời gian từ năm 2001 đến 2005. Năm 2009, Hiệp hội Cao đẳng Cộng đồng Việt Nam (Vietnam Association of Community Colleges, viết tắt VACC) được thành lập. VACC hiện có 52 thành viên, bao gồm các trường đại học, trường cao đẳng, trường cao đẳng cộng đồng, trung tâm đào tạo, và những cơ sở khác. Tính đến năm 2012, Việt Nam có 13 trường cao đẳng cộng đồng trong cả nước.

#### Ngân sách, tuyển sinh, và chương trình đào tạo
Dù tỉnh có cấp một phần ngân sách nhưng phần lớn ngân sách của trường cao đẳng cộng đồng đến từ những nguồn khác: học phí của sinh viên, hợp đồng đào tạo với các doanh nghiệp, những khoản thu từ hoạt động nghiên cứu khoa học và dịch vụ, và tiền tài trợ của các tổ chức chính phủ và phi chính phủ. Do nhu cầu học tập quá cao, các trường cao đẳng cộng đồng của Việt Nam không thể nhận tất cả các sinh viên muốn vào học. Các trường này do đó tuyển chọn sinh viên dựa trên điểm thi của kỳ thi đại học và cao đẳng tổ chức trên toàn quốc, hoặc tự tổ chức kỳ thi tuyển sinh riêng. Chỉ tiêu tuyển sinh ở mỗi trường do Bộ Giáo dục và Đào tạo quy định.
Các trường cao đẳng cộng đồng có các chương trình cao đẳng hệ ba năm, chương trình giáo dục thường xuyên, chương trình đào tạo nghề và cấp chứng nhận. Việc học liên thông lên đại học cũng đã trở nên phổ biến trong những năm gần đây. Tuy vậy, cho đến nay chỉ có một vài trường đại học được phép nhận sinh viên học liên thông trong một vài chuyên ngành giới hạn, trong số này có Trường Đại học Cần Thơ, Trường Đại học Trà Vinh, Trường Đại học Nông nghiệp Hà Nội, Trường Đại học Nha Trang, và Trường Đại học Sư phạm Kỹ thuật Thành phố Hồ Chí Minh. Bộ Giáo dục và Đào tạo là cơ quan quyết định chuyên ngành nào được nhận sinh viên chuyển tiếp lên từ trường cao đẳng cộng đồng.

#### Những thách thức của các trường cao đẳng cộng đồng
1. Thiếu một khung pháp lý rõ ràng nhằm hướng dẫn và hỗ trợ các trường cao đẳng cộng đồng hoạt động và phát triển. Vì mô hình giáo dục này chỉ được tái du nhập gần đây nên chính phủ, sinh viên, và công chúng vẫn còn chưa tin tưởng lắm vào hiệu quả và chất lượng của mô hình này. Ngoài ra, ngân sách dành cho các trường cao đẳng cộng đồng cũng rất giới hạn.
2. Não trạng cho rằng các trường cao đẳng cộng đồng thấp kém hơn các trường đại học. Các bậc cha mẹ và các sinh viên thường không xem trường cao đẳng cộng đồng là lựa chọn đầu tiên. Một số sinh viên thi rớt đại học sẽ dành một năm để chuẩn bị thi lại, thay vì thi vào trường cao đẳng cộng đồng. Ngay cả những quan chức của chính quyền cũng mang não trạng này. Nhiều lãnh đạo của các tỉnh muốn có trường đại học thay vì trường cao đẳng cộng đồng, dù cho các doanh nghiệp địa phương cho rằng trường cao đẳng cộng đồng sẽ đáp ứng tốt nhu cầu phát triển nhân lực địa phương. Kết quả là một số trường cao đẳng cộng đồng đã được chuyển đổi và nâng cấp thành trường đại học.
3. Thiếu giảng viên giỏi. Các trường cao đẳng cộng đồng thường nằm ở những vùng nông thôn, do đó khó thu hút nhiều giảng viên có khả năng. Đây cũng là thách thức chung của giáo dục đại học Việt Nam.
4. Sự quản lý tập trung, chẳng hạn thông qua Bộ Giáo dục và Đào tạo, đang cản trở sự phát triển của các trường cao đẳng cộng đồng. Các cơ quan quản lý đều ở xa cộng đồng địa phương mà trường cao đẳng cộng đồng phục vụ, do đó không đáp ứng kịp thời những điều kiện thay đổi nhanh chóng ở địa phương. Chính quyền trung ương có xu hướng muốn giáo dục đại học có sự đồng dạng để dễ quản lý, nhưng điều này làm cản trở khả năng điều chỉnh của trường cao đẳng cộng đồng nhằm đáp ứng những điều kiện ở địa phương.
5. Việc chuyển tín chỉ từ trường cao đẳng cộng đồng lên trường đại học gặp nhiều khó khăn vì thiếu những thỏa thuận rõ ràng và vì những khác biệt trong yêu yêu cầu tuyển sinh của hai loại cơ sở giáo dục này. Bộ Giáo dục và Đào tạo không mặn mà với việc chuyển tín chỉ vì nhiều lý do, trong đó có việc thiếu hiểu biết về mô hình trường cao đẳng cộng đồng, quan ngại về chất lượng sinh viên tốt nghiệp từ trường cao đẳng cộng đồng, và sợ rằng danh tiếng của các trường đại học sẽ bị ảnh hưởng nếu các trường cao đẳng cộng đồng không thành công. Bởi vì hầu hết các quan chức Bộ Giáo dục và Đào tạo trước đây được đào tạo theo mô hình giáo dục của Liên Xô, họ gặp khó khăn khi tìm hiểu mô hình community college. Sự thiếu hiểu biết này tiếp tục là rào cản đối với sự phát triển của các trường cao đẳng cộng đồng ở Việt Nam.

#### Danh sách các trường cao đẳng cộng đồng hiện nay
1. Trường Cao đẳng Cộng đồng Lai Châu
2. Trường Cao đẳng Cộng đồng Lào Cai
3. Trường Cao đẳng Cộng đồng Bắc Kạn
4. Trường Cao đẳng Cộng đồng Hà Nội
5. Trường Cao đẳng Cộng đồng Hà Tây
6. Trường Cao đẳng Cộng đồng Hải Phòng[5]
7. Trường Cao đẳng Cộng đồng Bình Thuận
8. Trường Cao đẳng Cộng đồng Đồng Tháp
9. Trường Cao đẳng Cộng đồng Kiên Giang
10. Trường Cao đẳng Cộng đồng Bà Rịa-Vũng Tàu[6]
11. Trường Cao đẳng Cộng đồng Vĩnh Long
12. Trường Cao đẳng Cộng đồng Hậu Giang
13. Trường Cao đẳng Cộng đồng Sóc Trăng
14. Trường Cao đẳng Cộng đồng Cà Mau

## Trường đại học cộng đồng ở một số nước khác
Úc không dùng thuật ngữ community college. Tương tự với community college là những trường đại học (college) hay viện giáo dục kỹ thuật và giáo dục thường xuyên (institute of technical and further education).
Ở Canada, thuật ngữ community college cũng ít được dùng. Nước này có 150 cơ sở giáo dục có thể tạm xem là tương đương với community college ở Hoa Kỳ ở một số khía cạnh nhất định. Các cơ sở này thường chỉ được gọi đơn giản là college.